# Andrea Francesco Cozzi
Andrea Francesco Stefano Cozzi (Firenze, 4 agosto 1796 – Firenze, 27 novembre 1854) è stato un chimico e farmacista italiano.

## Biografia
Andrea Cozzi nacque da Antonia Baragli e dal locandiere Lorenzo. Iniziò la carriera come apprendista nella spezieria dell'Ospedale di Santa Maria Nuova e successivamente divenne studente di farmacia nello stesso nosocomio, dove ebbe come maestri Paolo Mascagni per la chimica e Ottaviano Targioni Tozzetti per la botanica. Il 1 marzo 1815 conseguì la matricola per l'esercizio della professione farmaceutica e il 4 marzo dell'anno successivo prese servizio come “quinto Ministro” nell'officina farmaceutica di Santa Maria Nuova. Per specializzarsi in chimica frequentò le lezioni e il laboratorio del professor Antonio Targioni Tozzetti. Durante l'epidemia di tifo del 1817 fu inviato come farmacista presso l'Ospedale di Sant'Ellero e Pitiana in Val di Sieve, dove contrasse in modo grave la malattia. Il 25 novembre 1825 fu eletto membro esaminatore nella facoltà farmaceutica del Collegio Fiorentino, ma, per motivi di salute, fu costretto a lasciare il servizio. Successivamente, in via del Corso a Firenze, nei pressi della chiesa di Santa Margherita in Santa Maria dei Ricci, aprì una farmacia e un magazzino-laboratorio. Quest'ultimo spazio fu poi ampliato e trasformato in istituto privato, attivo dal 1833 al 1841, in cui il Cozzi, oltre a impartire lezioni di chimica e fisica, iniziò a dedicarsi attivamente alla chimica applicata. Nel 1837 eseguì anche le analisi del sangue di pazienti del professore Bufalini. Il 4 luglio 1839 fu nominato dottore in Scienze naturali presso l'Università di Siena. L'anno successivo pubblicò il primo volume del suo Trattato elementare di Chimica medico-farmaceutica, completato poi nel 1850. Il 4 novembre 1840 fu nominato professore di farmacologia nell'Ospedale di Santa Maria Nuova e successivamente responsabile dei lavori promossi per la fondazione di un laboratorio chimico-farmaceutico annesso alla farmacia dell'ospedale, del quale divenne poi direttore. Nel 1846 ottenne la supplenza dell'insegnamento di chimica generale e l'incarico di tenere un corso di chimica e fisica applicate all'arte militare presso la Scuola di cadetti che aveva sede nella Fortezza da Basso. Il 14 luglio 1849 fu nominato professore di chimica generale e il 6 agosto dello stesso anno professore onorario presso l'Università di Pisa.
Gli studi e le attività a cui si dedicò nell'arco della sua vita riguardarono vari campi: perizie chimico-legali per conto del fisco, analisi delle acque per conto di privati, studi sulle terre di Toscana, analisi delle acque minerali, studi sulla produzione di colla, studi sull'applicazione della forza elettro-chimica della pila, ricerche sperimentali sulla conservazione e sulla solidificazione delle sostanze organiche, analisi quantitativa e qualitativa nelle miniere toscane e in particolar modo in Maremma, studi sulla piscicoltura, sull'imbalsamazione dei cadaveri, sull'uso del gas per l'illuminazione, sui filtri per la purificazione delle acque potabili.
Alcuni contributi e alcune memorie rimasero inediti, altri furono pubblicati e/o letti durante le sedute delle varie accademie scientifiche toscane di cui era socio, come l'Accademia dei Georgofili, la Valdarnese, la Colombaria, la Società medico-fisica fiorentina.

## Opere
Monografie

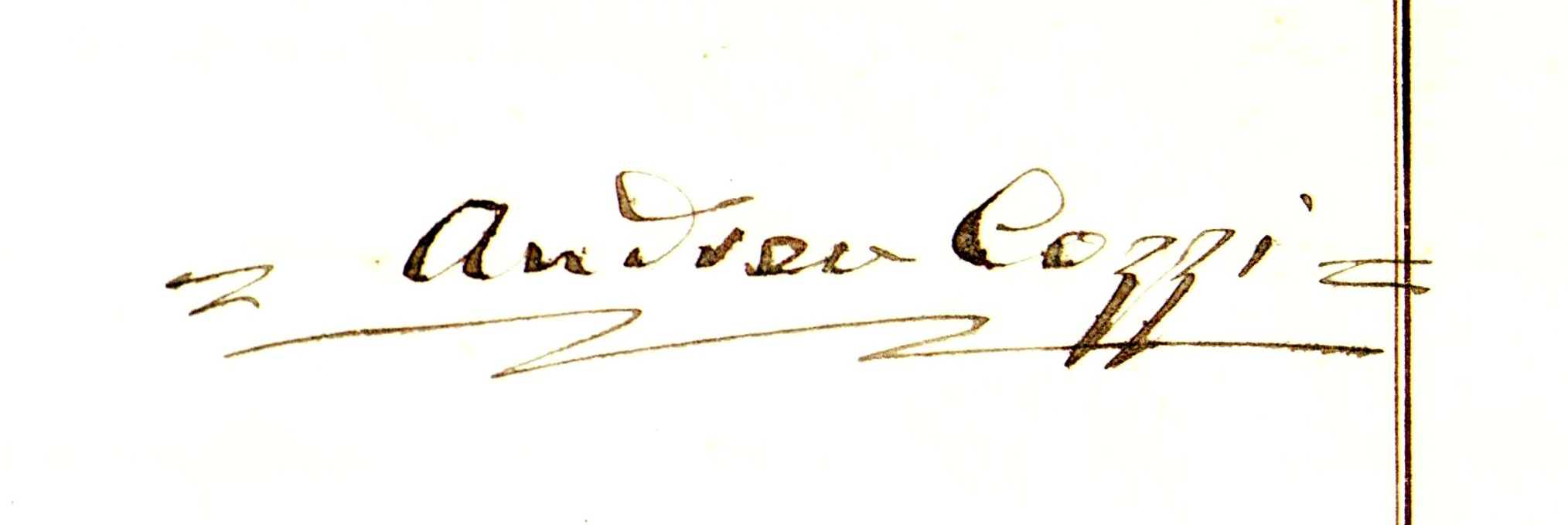
Autografo di Andrea Francesco Cozzi, Biblioteca Biomedica dell'Università degli Studi di Firenze, Fondo Antonio Cozzi, Mss. 2.8.1

- Trattato elementare di Chimica medico-farmaceutica per servire di farmacopea con brevi cenni di tossicologia ed alcuni saggi di analisi chimica, 2 volumi, Firenze, Marchini, 1840-1850[3].

Opuscoli
- Sulle applicazioni della forza elettro-chimica della pila all'analisi dei sali metallici disciolti in liquidi organici vegeto-animali: memoria, Firenze, Stamperia Magheri, 1835[4].
- Nuovo processo economico per ottenere il Creosoto e sua applicazione alle arti. Memoria, Firenze, [1835][5].
- Prospetto delle lezioni di Chimica e Fisica applicato alle arti, botanica e materia medica che si daranno nel privato istituto di Andrea Cozzi, Firenze, Magheri, 1836[6].
- Dei più grandi progressi della scienza elettrica. Discorso storico, Firenze, 1837[7].
- Storia dei più grandi progressi della scienza elettrica, discorso, Firenze, 1837[8].
- Analisi dell'acqua di San Francesco dell'Amerino presso Acquasparta nell'Umbria, Firenze, Marchini, 1840.
- Ricerche sui metodi diversi fino ad ora adottati per effettuare l'imbalsamazione dei cadaveri e sulla riduzione dello stato organico a solidità lapidea, memoria, Firenze, Pagani, 1840.
- Nuovo metodo per trasportare sullo solfo le stampe litografiche e calcografiche e lo scritto a gallato di ferro, Firenze 1841[9].
- Ricerche sulla presenza del cianuro di sodio in una bile umana, Firenze, [1841].
- Sulle applicazioni della forza elettrochimica della pila all'analisi dei sali metallici disciolti in liquidi organico vegeto-animali, Firenze, Le Monnier, 1842[10].
- Ricerche geologiche e mineralogiche sopra Montieri e sue adiacenze, Firenze, Le Monnier, 1842[11].
- Ricerche analitiche sopra alle Pozzolane di Toscana e di Roma, Firenze, Mazzoni, 1842[12].
- Fasi della nomenclatura chimica e applicazione ad essa della teoria atomista, Firenze, Le Monnier, 1842[13].
- Nuovo metodo per tinger la lana in blu Rayemont, Firenze, Le Monnier, 1842.
- Nuovo metodo per trasportare sullo zolfo le stampe litografiche e calcografiche e lo scritto a gallato di ferro, Firenze, Le Monnier, [1842][14].
- Analisi qualitativa e quantitativa dell'acqua Martinelli di Montecatini di Val di Nievole, Firenze, Mazzoni 1843[15].
- Ricerche sopra i tubercoli polmonari sì crudi che fusi, Pisa, Nistri,1844.
- Relazioni dell'analisi chimica dell'acqua Janella presso Empoli, Firenze, Mazzoni, 1845.
- Rapporto dell'analisi chimica dell'acqua minerale di Tobbiana di Lucciano, Firenze, Mazzoni, 1846[16].
- Relazione ed analisi chimica di un'acqua salino-gassosa esistente in prossimità di Poggibonsi nei possessi di S. E. il sig. Principe don Tommaso Corsini, Firenze, Stamperia sulla Loggia del Grano, 1846[17].
- Prelezione al corso di Farmacologia, Firenze, Logge del grano, 1846[18].
- Continuazione sugli studi dei vini della Toscana, letta da esso all'I. e R. Accademia dei Georgofili di Firenze nell'adunanza del 2 agosto 1846, estratto dal vol. XXIV degli Atti.
- Della fermentazione dei vini. Saggio di analisi quantitativa sui vini toscani onde stabilire le differenze più notabili fra quelli di vari luoghi. Memoria, Firenze, Tipografia Galileiana, 1846[19].
- Ricerche sulla combinazione dell'albumina coi sali piombici, Firenze, Le Monnier, [1847].
- Poche parole fatte precedere al corso di Farmacologia che si da nell'Arcispedale di S.M. Nuova di Firenze nella mattina del di 11 marzo 1848, Firenze, Stamperia sulla Loggia del Grano, 1848[20].
- Sulla vita scientifica del prof. Giuseppe Gazzeri: discorso alla R. Accademia Economico Agraria dei Georgofili di Firenze nella solenne adunanza del 2 gennaio 1848, estratto dagli Atti dei Georgofili, tomo XXVI, Firenze, 1848.
- Prima appendice in appoggio al parere emesso dal prof. Andrea Cozzi avente per oggetto stabilire la nocuità o la innocuità dei forni fusori situati alla Briglia nella val Bisenzio, Firenze, Società tipografica sulle logge del Grano,1849.
- Programma per un caso di lezioni sperimentali di chimica, fisica e mineralogia applicate alle arti, Firenze, Mazzoni, 1849[21].
- Prelezione al corso di chimica generale dato nell'anno 1849-1850 nelle scuole dell'Arcispedale di S. Maria Nuova, Firenze, Stamperia sulla Loggia del Grano,1850[22].
- Relazione di un'acqua salino magnesiaca esistente in prossimità di Poggibonsi di proprietà del Cav. Alberto da Cepparello, Firenze, Stamperia sulla Loggia del Grano,1851.
- Sulla composizione chimica del sangue umano in diverse malattie, Firenze, Cecchi, 1851[23].
- Relazione dell'analisi qualitativa-quantitativa dell'acqua acidula marziale di Pontifogno, Firenze, Stamperia sulla Loggia del Grano,1852[24].
- Descrizione di un apparecchio [!] per lo spostamento a temperatura stabilita e per l'evaporazione nel vuoto. Memoria, Firenze, Berreini, 1853[25].
- Nuovo metodo per determinare il glucosio esistente nel mosto dell'uva. Nota, Firenze, tipografia galileiana di M. Cellini, 1852, pp. 65-73[26].
- Acqua salino-purgativa di Gello illustrata dall'esposizione dell'analisi chimica, Firenze, Stamperia sulla Loggia del Grano,1853[27].
- Sulla piscicultura o allevamento artificiale dei pesci. Relazione fatta alla R. accademia dei Georgofili, Firenze, Tipografia Galileiana di M. Cellini, 1854.
- Idrologia minerale dello stabilimento balneare di Viterbo, Firenze, Società tipografica sulle logge del Grano,1855.
- Relazione ed analisi chimica dell'acqua acidula salina di san Giorgio presso Poggibonsi nei possessi di S.E. il sig. Principe Tommaso Corsini con indicazioni delle principali proprietà mediche, Firenze, Società tipografica sulle logge del Grano 1855.

## Archivio
Presso la Biblioteca Biomedica dell'Università degli Studi di Firenze sono conservati gran parte delle pubblicazioni di Andrea Cozzi e un fondo archivistico che comprende numerosi suoi scritti autografi di argomento chimico e farmacologico. Queste carte furono probabilmente raccolte dal figlio Antonio che ha lasciato nel fondo anche numerosi studi e appunti relativi alla sua attività di medico.